# Felix Koulov
Felix Charchenbiyevitch Koulov (29 octobre 1948, Bichkek) [en cyrillique Феликс Шаршенбиевич Кулов] est un homme d'État kirghiz qui est Premier ministre de son pays du 1er septembre 2005 au 19 décembre 2006. Il est le chef de son parti Ar-Namys et président du congrès du peuple du Kighizstan, coalition entre Ar-Namys et d'autres partis.

## Biographie
Koulov est un ancien colonel du KGB.
Entre 1978 et 1998, il occupe différents postes au sein du gouvernement kirghiz, notamment ministre de l'intérieur, ministre de la sécurité nationale et gouverneur de la province de Tchouï. Vice-président en 1992 et 1993 aux côtés du président Askar Akaïev, il lance le Som (monnaie kirghize). Il est obligé de démissionner à cause d'un scandale concernant des trous dans la réserve d'or.
En 1998 et 1999, il est maire de la ville de Bichkek et devient de plus en plus populaire. Il participe alors à la fondation du parti Ar-Namys dont il est le premier leader et annonce en février 2000 son intention de se présenter au parlement du Kirghizstan. Mais la police l'arrête un mois plus tard pour corruption. Le 22 janvier 2001, il est condamné à dix ans de prison.
Libéré par les manifestants de la « Révolution des Tulipes », le 24 mars 2005, il est immédiatement chargé de ramener l'ordre dans le pays. 
Nommé après la victoire de Kourmanbek Bakiev aux élections présidentielles du 10 juin 2005, il occupe pendant un peu plus d'un an le poste de Premier ministre du Kirghizistan.